# Yuli Ofer

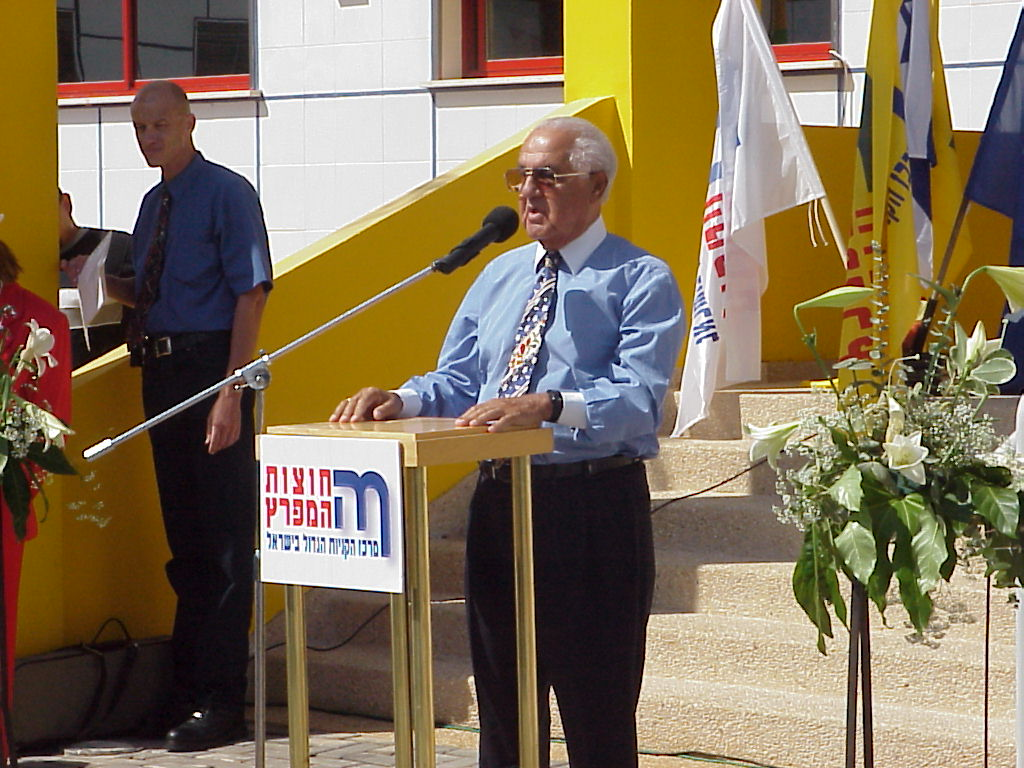
Yuli Ofer

Yuli Ofer (* 1924 in Galați, Rumänien; †  1. September 2011 in Herzlia, Israel) war ein israelischer Unternehmer.

## Leben
Die Eltern von Ofer wanderten von Rumänien nach Israel aus, als Ofer sechs Monate alt war. Die Familie lebte in Haifa. Ofer gründete gemeinsam mit seinem Bruder Sammy Ofer in den 1950er Jahren das Unternehmen Ofer Brothers Group, das auf Schiffbau, Immobilien und Touristik spezialisiert ist, und übernahmen später die Unternehmen Israel Corporation und Royal Caribbean.
Gemeinsam mit seinem Bruder Sammy Ofer gehörte er nach Angaben des US-amerikanischen Forbes Magazine zu den reichsten Israelis und war 2005 in The World’s Billionaires gelistet. Ihm gehörte eine Gemäldesammlung mit insbesondere impressionistischen und modernen Bildern unter anderem von Marc Chagall. Ofer war verheiratet, hatte zwei Kinder und wohnte in Israel und Monte Carlo.

## Preise und Auszeichnungen
- Yuli Ofer wurde als Knight Commander mit dem The Most Excellent Order of the British Empire, in Anerkennung seiner Verdienste um das maritime Erbe des Vereinigten Königreiches, geehrt.